# Домашний чемпионат Великобритании 1888
Домашний чемпионат Великобритании 1888 — пятый розыгрыш Домашнего чемпионата, футбольного турнира с участием сборных четырёх стран Великобритании (Англии, Шотландии, Уэльса и Ирландии). Чемпионат был впервые единолично выигран сборной Англии. Также в ходе соревнования был установлен новый голевой рекорд — в шести матчах команды забили друг другу 46 мячей, 26 из которых пропустила сборная Ирландии.
В первом матче чемпионата англичане одержали лёгкую победу над Уэльсом со счётом 5:1. Поражение не обескуражило валлийцев — в следующем матче они разгромили сборную Ирландии со счётом 11:0, что является рекордным победным счётом в истории сборной Уэльса до настоящего времени. В своём финальном матче в Эдинбурге против Шотландии валлийцы, однако, потерпели второе поражение, пропустив пять голов. Тем не менее, единственный гол, забитый в ворота шотландцев Джеком Даути, впервые позволил валлийскому игроку стать лучшим бомбардиром соревнования.
В следующем матче, проходившем в Лондоне, Англия уверенно обыграла Шотландию со счётом 5:0 и возглавила таблицу. Затем шотландцы разгромили сборную Ирландии со счётом 10:2, гарантировав себе второе место. В заключительном матче турнира Ирландия потерпела третье поражение, проиграв англичанам. Эта победа позволила сборной Англии впервые завоевать единоличный чемпионский титул.

## Таблица
| Поз | Команда    | И | В | Н | П | МЗ | МП | РМ  | О |
| --- | ---------- | - | - | - | - | -- | -- | --- | - |
| 1   | Англия (Ч) | 3 | 3 | 0 | 0 | 15 | 2  | +13 | 6 |
| 2   | Шотландия  | 3 | 2 | 0 | 1 | 15 | 8  | +7  | 4 |
| 3   | Уэльс      | 3 | 1 | 0 | 2 | 13 | 10 | +3  | 2 |
| 4   | Ирландия   | 3 | 0 | 0 | 3 | 3  | 26 | −23 | 0 |

## Матчи
| 4 февраля 1888 | Уэльс     | 1:5     | Англия                                                   | Кру                                                        |
| | Даути 17′ | (отчёт) | Дьюхерст 15′ 65′ · Вудхолл 70′ · Линдли 75′ · Гудолл 88′ | Стадион: «Нантвич Роуд» Зрителей: 7000 Судья: Джон Синклэр |
| Уэльс: Роберт Миллз-Робертс, Альфред Дейвис, Роберт Робертс, Джек Пауэлл, Питер Гриффитс, Джо Дейвис, Джон Челлен, Джек Даути, Билли Льюис, Уильям Прайс-Джоунз, Билли Оуэн Англия: Билли Мун, Боб Хауарт, Чарли Мейсон, Фрэнк Сондерс, Гарри Аллен, Сесил Уайт, Джордж Вудхолл, Джон Гудолл, Тинзли Линдли, Фред Дьюхерст, Деннис Ходжеттс |           |         |                                                          |                                                            |

| 3 марта 1888 | Уэльс                                                                     | 11:0    | Ирландия | Рексем                                                       |
| | Дж. Даути 1′ 89′ · Р. Даути 3′ · Хауэлл 15′ · Уайлдинг 55′ · Прайс-Джоунз | (отчёт) |          | Стадион: «Рейскорс Граунд» Зрителей: 2000 Судья: Томас Хиндл |
| Уэльс: Роберт Миллз-Робертс, Альфред Дейвис, Джек Пауэлл, Рубен Хамфриз, Джо Дейвис, Ди Джонс, Уильям Прайс-Джоунз, Джоб Уайлдинг, Джек Даути, Нед Хауэлл, Роджер Даути Ирландия: Джон Клагстон, Джордж Форбз, Билли Кроун, Джо Шеррард, Арчи Росботем, Оливер Девайн, Артур Госсен, Олферт Стэнфилд, Джек Бэрри, Джеймс Уилтон, Джек Пиден |                                                                           |         |          |                                                              |

| 10 марта 1888 | Шотландия                                        | 5:1     | Уэльс | Эдинбург                                                          |
| | Пол 6′ · Манроу 30′ · Лэтта 33′ 75′ · Гроувз 65′ | (отчёт) | Даути | Стадион: «Хиберниан Парк» Зрителей: 8000 Судья: Джон Чарльз Клегг |
| Шотландия: Джеймс Уилсон, Эндрю Хэнна, Роберт Смелли, Джон Гурли, Джеймс Джонстон, Джеймс Макларен, Алекс Лэтта, Джон Макферсон, Вилли Гроувз, Уильям Пол, Нил Манроу Уэльс: Джеймс Трейнер, Дай Джонс, Джек Пауэлл, Том Берк, Джо Дейвис, Роберт Робертс, Уильям Прайс-Джоунз, Джоб Уайлдинг, Джек Даути, Джордж Оуэн, Роджер Даути |                                                  |         |       |                                                                   |

| 17 марта 1888 | Шотландия | 0:5     | Англия                                                    | Глазго                                                      |
| |           | (отчёт) | Линдли 32′ · Ходжеттс 34′ · Дьюхерст 40′ 49′ · Гудолл 49′ | Стадион: «Кэткин Парк» Зрителей: 10 000 Судья: Джон Синклэр |
| Шотландия: Джон Линдзи, Уолтер Арнотт, Дональд Гау, Джимми Келли, Литч Кир, Боб Келсо, Александр Хэмилтон, Уильям Берри, Уильям Селлар, Джеймс Макколл, Джон Лэмби Англия: Билли Мун, Боб Хауарт, Перси Мелмот Уолтерс, Гарри Аллен, Джордж Хоуорт, Сесил Уайт, Джордж Вудхолл, Джон Гудолл, Тинзли Линдли, Деннис Ходжеттс, Фред Дьюхерст |           |         |                                                           |                                                             |

| 24 марта 1888 | Ирландия               | 2:10    | Шотландия | Белфаст                                                                   |
| | Лемон 18′ · Долтон 24′ | (отчёт) | Дьюар 5′ · Диксон 8′ 33′ 40′ 45′ · Брекенридж 15′ · Эйткен 30′ · Маккаллум 53′ · Уилсон 65′ (авт.) · Стюарт 83′ | Стадион: «Клифтонвилл Крикет Граунд» Зрителей: 5000 Судья: Роберт Парлейн |
| Ирландия: Ральф Лотер, Боб Уилсон, Фред Браун, Джим Форсайт, Арчи Росботем, Том Молинью, Уильям Долтон, Олферт Стэнфилд, Джек Бэрри, Джон Лемон, Уильям Тернер Шотландия: Джон Маклауд, Эндрю Джексон, Дункан Стюарт, Аллан Стюарт, Джорди Дьюар, Арчибальд Макколл, Джон Гау, Томас Брекенридж, Уильям Диксон, Ральф Эйткен, Нил Маккаллум |                        |         | |                                                                           |

| 7 апреля 1888 | Ирландия  | 1:5     | Англия                                    | Белфаст                                                                    |
| | Кроун 32′ | (отчёт) | Дьюхерст 10′ · Аллен 14′ 39′ 60′ · Линдли | Стадион: «Ольстер Крикет Граунд» Зрителей: 7000 Судья: Джеймс Э. Маккиллоп |
| Ирландия: Ральф Лотер, Модесто Силоу, Фред Браун, Джим Форсайт, Арчи Росботем, Билли Кроун, Артур Госсен, Олферт Стэнфилд, Джон Маквикер, Джеймс Уилтон, Джек Пиден Англия: Роберт Робертс, Алберт Джеймс Олдридж, Перси Мелмот Уолтерс, Боб Хоулмз, Гарри Аллен, Чарли Шелтон, Билли Бассетт, Фред Дьюхерст, Тинзли Линдли, Алберт Аллен, Деннис Ходжеттс |           |         |                                           |                                                                            |

## Чемпион
| Чемпион Великобритании 1888 |
| Англия Второй титул         |

## Состав победителей
Сборная Англии
| Имя               | Поз. | Игры / голы по соперникам | Игры / голы по соперникам | Игры / голы по соперникам | Итого | Итого |
| Имя               | Поз. | УЭЛ                       | ШОТ                       | ИРЛ                       | Игры  | Голы  |
| ----------------- | ---- | ------------------------- | ------------------------- | ------------------------- | ----- | ----- |
| Билли Мун         | Вр   | 1                         | 1                         |                           | 2     | 0     |
| Боб Робертс       | Вр   |                           |                           | 1                         | 1     | 0     |
| Боб Хауарт        | Защ  | 1                         | 1                         |                           | 2     | 0     |
| Чарли Мейсон      | Защ  | 1                         |                           |                           | 1     | 0     |
| Перси Уолтерс     | Защ  |                           | 1                         | 1                         | 2     | 0     |
| Алберт Олдридж    | Защ  |                           |                           | 1                         | 1     | 0     |
| Фрэнк Сондерс     | Хав  | 1                         |                           |                           | 1     | 0     |
| Джордж Хауорт     | Хав  |                           | 1/1                       |                           | 1     | 1     |
| Боб Холмс         | Хав  |                           |                           | 1                         | 1     | 0     |
| Гарри Аллен       | Хав  | 1                         | 1                         | 1                         | 3     | 0     |
| Сесил Холден-Уайт | Хав  | 1                         | 1                         |                           | 2     | 0     |
| Чарли Шелтон      | Хав  |                           |                           | 1                         | 1     | 0     |
| Джордж Вудхолл    | Нап  | 1/1                       | 1                         |                           | 2     | 1     |
| Билли Бассетт     | Нап  |                           |                           | 1                         | 1     | 0     |
| Джон Гудолл       | Нап  | 1                         | 1/1                       |                           | 2     | 1     |
| Фред Дьюхерст     | Нап  | 1/3                       | 1/2                       | 1/1                       | 3     | 6     |
| Тинзли Линдли     | Нап  | 1/1                       | 1                         | 1/1                       | 3     | 2     |
| Алберт Аллен      | Нап  |                           |                           | 1/3                       | 1     | 3     |
| Деннис Ходжеттс   | Нап  | 1                         | 1/1                       | 1                         | 3     | 1     |

## Бомбардиры
| - 6 голов - Джек Даути - 5 голов - Фред Дьюхерст - 4 гола - Уильям Диксон - 3 гола - Алберт Аллен - Тинзли Линдли - 2 гола - Джон Гудолл - Роджер Даути - Джоб Уайлдинг - Нед Хауэлл - Алекс Лэтта | - 1 гол - Джордж Вудхолл - Деннис Ходжеттс - Уильям Долтон - Билли Кроун - Джон Лемон - Уильям Прайс-Джоунз - Томас Брекенридж - Вилли Гроувз - Джорди Дьюар - Нил Маккаллум - Нил Манроу - Уильям Пол - Аллан Стюарт - Ральф Эйткен - Автогол - Роберт Уилсон |